# Недзьведзі-Руґ
Недзьведзі-Руґ (пол. Niedźwiedzi Róg, нім. Bärenwinkel) — село в Польщі, у гміні Руцяне-Нида Піського повіту Вармінсько-Мазурського воєводства.
Населення — 107 осіб (2011).
У 1975-1998 роках село належало до Сувальського воєводства.

## Демографія
Демографічна структура станом на 31 березня 2011 року:
|          | Загалом | Допрацездатний вік | Працездатний вік | Постпрацездатний вік |
| -------- | ------- | ------------------ | ---------------- | -------------------- |
| Чоловіки | 48      | 7                  | 32               | 9                    |
| Жінки    | 59      | 12                 | 37               | 10                   |
| Разом    | 107     | 19                 | 69               | 19                   |